# Bonnefamille
Bonnefamille település Franciaországban, Isère megyében. Lakosainak száma 1094 fő (2022. január 1.). Bonnefamille Saint-Quentin-Fallavier, Villefontaine, Diémoz, Heyrieux, Roche és Saint-Georges-d’Espéranche községekkel határos.

## Népesség
A település népességének változása:
| Lakosok száma | 321  | 585  | 787  | 1043 | 1062 | 1088 | 1096 | 1073 | 1102 | 1094 |
|               | 1968 | 1982 | 1990 | 2006 | 2013 | 2015 | 2017 | 2019 | 2020 | 2022 |